# 奧爾德森
奧爾德森（英語：Alderson），原稱卡爾斯達（德語：Carlstadt），是加拿大亞伯達省賽普拉斯縣轄下的一個舊自治體。在1936年1月31日前仍有人居，但現在是座鬼城。
奧爾德森位於薩菲爾德西北部15（9.3英里），加拿大太平洋鐵路沿線處。布魯克斯位於此城西北50（31英里），梅迪辛哈特位於此城東南55（34英里）處。海拔約760公尺。

## 歷史
奧爾德森建城時原稱卡爾斯達。1915年，因第一次世界大戰爆發，許多德語地名皆被去除，改為英文命名。
20世紀初，移民者隨著大拓荒潮流來到南亞伯達地區，見到附近資源豐饒，而建立了卡爾斯達。在朗之萬列車招呼站設立後，此地逐漸被人稱為「草原之星」。但之後城鎮遭受一連串環境打擊，而逐漸被人們拋棄，成為廢城。